# Black Canyon City
Black Canyon City is een plaats (census-designated place) in de Amerikaanse staat Arizona, en valt bestuurlijk gezien onder Yavapai County.

## Demografie
Bij de volkstelling in 2000 werd het aantal inwoners vastgesteld op 2697.

## Geografie
Volgens het United States Census Bureau beslaat de plaats een oppervlakte van
51,7 km², geheel bestaande uit land. Black Canyon City ligt op ongeveer 602 m boven zeeniveau.

## Plaatsen in de nabije omgeving
De onderstaande figuur toont nabijgelegen plaatsen in een straal van 40 km rond Black Canyon City.